# La Récréation (film, 1961)
Pour les articles homonymes, voir La Récréation (homonymie).
Pour plus de détails, voir Fiche technique et Distribution.
La Récréation est un film français réalisé par François Moreuil et Fabien Collin, sorti en 1961.

## Synopsis
Philippe, un sculpteur, initie à l'amour Kate, une lycéenne pensionnaire d'un établissement situé en face de l'hôtel particulier où son amant vit avec Anne. La jeune fille, découvrant que Philippe est un assassin, mettra fin à cette « récréation » après une dernière nuit passée avec lui.

## Fiche technique
- Titre : La Récréation
- Réalisation : François Moreuil et Fabien Collin
- Scénario : François Moreuil et Daniel Boulanger, d'après la nouvelle de Françoise Sagan
- Dialogues : Daniel Boulanger
- Photographie : Jean Penzer
- Montage : René Le Hénaff
- Musique : Georges Delerue
- Son : Jean-Claude Marchetti
- Société de production : Elite Films
- Pays de production :  France
- Langue : Français
- Format : Noir et blanc — 35 mm — 1,37:1 — Son : Mono
- Genre :  Film dramatique
- Durée : 90 minutes (1 h 30)
- Date de sortie : 
  - France : 22 février 1961
- Affiche : Clément Hurel (France)

## Distribution
- Jean Seberg : Kate
- Christian Marquand : Philippe
- Françoise Prévost : Anne
- Paulette Dubost : la bonne
- Évelyne Ker : l'amie de Kate
- Simone France
- Robert Le Fort
- Joëlle LaTour
- Michel Lemoing
- Agnès Rivière
- Frédérique Villedent
- Colette Colas
- Dominique Valensi